# Бярльов
Бярльов (на шведски: Bjärlöv) е селище в южна Швеция, част от община Кришанстад на лен Сконе. Населението му е около 242 души (2020).
Разположено е на 26 метра надморска височина, на 10 километра северно от Кришанстад и на 87 километра североизточно от Малмьо.

## Известни личности
Починали в Бярльов
- Биргит Нилсон (1918-2005), певица